# Cyrille Legendre
Pour les articles homonymes, voir Legendre.
 (avril 2017).
Si vous disposez d'ouvrages ou d'articles de référence ou si vous connaissez des sites web de qualité traitant du thème abordé ici, merci de compléter l'article en donnant les références utiles à sa vérifiabilité et en les liant à la section « Notes et références ».
Cyrille Legendre, plus connu sous le pseudonyme Schtroumphy, né le 31 décembre 1970 à Dreux, est un écrivain et journaliste français, auteur de roman policier.

## Biographie
Ses parents travaillent à l'imprimerie Firmin-Didot au Mesnil-sur-l'Estrée. Il entre en 1981 au collège privé Saint-Pierre à Dreux et obtient un bac B.
Dans les années 1990, il vit dans la région parisienne.
Après l'obtention d'un diplôme de l'École supérieure de journalisme de Paris, il amorce une carrière professionnelle comme reporter spécialisé dans le sport. Évoluant dans le milieu du football, il devient successivement rédacteur, photographe et chargé de communication. Il trouve dans ses nombreux voyages son inspiration pour écrire des romans policiers publiés dans la collection Masque poche. 
Son premier roman, Quitte ou Double, remporte le Prix du premier roman du Festival international du film policier de Beaune 2013.
Cyrille se fait connaître du grand public en participant à l'émission de télévision Les Douze Coups de midi présentée par Jean-Luc Reichmann sur TF1, émission dont il fut l'un des candidats les plus fructueux, son nombre de participations s'élevant à 71 et son total de gains à 356 186 euros en 2011. Il remporte également, dans cette émission, le trophée de « Maître des Maîtres de midi 2012 ».

## Œuvres

### Romans policiers
- Quitte ou Double, Paris, Éditions du Masque, Masque poche no 17, 2013  (ISBN 978-2-7024-3921-0)
- Nous ne t'oublierons pas, Paris, Éditions du Masque, Masque poche no 53, 2015  (ISBN 978-2-7024-4165-7)
- Derrière la lumière, Paris, Éditions du Masque, Masque poche, 2018
- Juste une intuition, Paris, Éditions du Masque, Masque poche, octobre 2021

### Émissions
- 2011 : Il participe à l'émission Les Douze Coups de midi diffusée sur TF1, émission dont il fut l'un des candidats avec le plus grand nombre de participations (71), avec un gain total de 356 186 €.
- 2011 : Il participe à l'émission Les Douze Coups de midi diffusée sur TF1, émission spéciale 1 an.
- 2011 : Il participe à l'émission Seriez-vous un bon expert ? diffusée sur France 2, où il gagne 10 000 €.
- 2012 : Il participe à l'émission Que le meilleur gagne diffusée sur France 2.
- 2012 : Il participe à l'émission Les Douze Coups de midi diffusée sur TF1, émission spéciale 2 ans, où il remporte le trophée de « Maître des maîtres de midi 2012 ».
- 2013 : Il participe à l'émission Les Douze Coups de midi diffusée sur TF1, émission spéciale 3 ans.
- 2015 : Il participe à l'émission Les Douze Coups de midi diffusée sur TF1, émission spéciale 5 ans.
- 2015 : Il participe à l'émission La Télé même l'été ! Le jeu ! diffusée sur C8
- 2017 : Il participe à l'émission Trouvez l'intrus diffusé sur France 3, où il remporte 2 victoires et 1 000 €.
- 2018 : Il participe à l'émission  8 chances de tout gagner diffusé sur France 3, mais est éliminé en première manche.
- 2018 : Il participe à l'émission Les Douze Coups de midi diffusée sur TF1, émission spéciale 8 ans avec le combat des maîtres.
- 2019 : Il participe à l'émission Touche pas à mon poste ! sur l'affaire Quesada diffusée sur C8, émission du 11 avril.
- 2019 : Il participe à l'émission Les Douze Coups de midi diffusée sur TF1, émission spéciale 9 ans avec le match de l'été.
- 2021 : Il participe à l'émission Les Douze Coups de midi diffusée sur TF1, le Combat des Maîtres.